# Ebrar Karakurt
Ebrar Karakurt (ur. 17 stycznia 2000) – turecka siatkarka, reprezentantka Turcji, grająca na pozycji atakującej i przyjmującej. 

## Sukcesy klubowe
Klubowe Mistrzostwa Świata:
- 2018
- 2019

Mistrzostwo Turcji:
- 2019
- 2021

Mistrzostwo Rosji:
- 2025
- 2024

## Sukcesy reprezentacyjne
Mistrzostwa Świata U-23:
- 2017[4]

Liga Narodów:
- 2023[5]
- 2018
- 2021

Volley Masters Montreux:
- 2018

Mistrzostwa Europy:
- 2023[6]
- 2019
- 2021

## Nagrody indywidualne
- 2017: Najlepsza przyjmująca Mistrzostw Świata Kadetek[7]
- 2019: Najlepsza atakująca Ligi Narodów
- 2023: Najlepsza skrzydłowa Mistrzostw Europy[8]